# Sinnoh
|  | Sammenskrivningsforslag Artiklen Sinnoh er foreslået føjet ind i Pokémon-verdenen. (Siden marts 2013) Diskutér forslaget |

Sinnoh (シンオウ地方 Shin'ō-chihō) regionen er den fjerde region i Pokémon verdenen.
Sinnoh regionen består af en række ruter nummereret fra 201-230. Derudover er der også tre søer (Valor Lakefront, Verity Lakefront & Acuity Lakefront) som har en afgørende rolle i midten af spillende Diamond, Pearl og Platinum mht. Team Galactic, og de legendariske Pokémon; Palkia, Dialga & Giratina. Udover disse, består Sinnoh-regionen også af en stor ø, hvorpå man finder tre "byer": Fight Area (Battle Tower), Survival Area, og Resort Area. Mellem Resort Area og Survival Area, findes også Bjerget Stakr Mountain, hvor pokémonen Heatran kan fanges på toppen. På denne ø er forholdene ekstreme for alle trænere, med bl.a. sandstorme og store vande man skal krydse – her er intet nemt.
Sinnoh består også af tre små øer; Iron Island, Fullmoon Island & Newmoon Island. Iron Island er en ø, med en stor grotte, hvor der findes mange pokémon af typen Steel (stål). Fullmoon Island er øen hvorpå man møder Cresselia, som flyver væk, og efterlader en "Lunar Wing". Newmoon Island lyder måske for mange helt ukendt, men ligger 2 øers afstand øst fra Fullmoon Island. På denne ø kan den legendariske pokémon Darkrai findes, men kræver dog at man har modtaget det som et "event" fra enten Mystery Gift, eller andre former for Nintendo events.
Sinnoh består, som alle andre regioner, af en Pokémon Liga (league), hvor man, efter at have skaffet de 8 emblemer kan udfordre "The Elite Four", og derefter "The Champion" (mesteren) Cynthia. Lige øst for Pokémon Ligaen ligger rute 224, som er endnu et barsk sted for trænere, med forholdsvis stærke pokémon (omkring level 50-55). På denne rute kan den sjældne pokémon Shaymin fanges, hvis man har deltaget i et Nintendo event og downloadet et såkaldt Wonder Card.
Sinnoh har, som noget nyt, også den såkaldte "Pal Park", hvor man kan migrere pokémon fra Game Boy Advance-spillene. Her deltager du i et "capture-show" (Indfangnings-show), hvor du skal fange de migrerede pokémon hurtigst muligt. Dette foregår på rute 221 (220). Dette er nødvendigt for at fuldende sin Pokédex.
Sinnoh har også et stort bjerg kaldet Mt. Coronet. På toppen fanges den legendariske pokémon fra de omtalte spil. For at komme til tops kræves HM'erne: Surf, Rock smash, og Rock Climb. På toppen af Mt. Coronet dannes der en portal, der sender en til "Distortion World" (kun i Platinum), hvor tyngdekraft ikke eksisterer, og alt er vendt op og ned. Her findes Giratina i level 47. Hvis du har downloadet et specielt Nintendo event, vil der på toppen af Mt. Coronet også være mulighed for at fange den ekstremt sjældne pokémon Arceus (nr. 493) i level 80.
Med pokémon-generationen der foregår i Sinnoh-regionen, kommer antallet af pokémon i alt op på 493.
Udover alt det har Sinnoh også en "Cycling Road" (Cykel-vej) hvor du kun kan cykle. Her findes også mange andre cyklende trænere (gennemsnitslevel: ca. 20-25).
I nærheden af rute 205 ligger Valley Windworks, hvor man (kun om fredagen) kan fange Drifloon i level 22.
På rute 209 kan du fange Spiritomb, efter at have gjort nogle specielle ting I Sinnoh Underground.
Ved rute 214 vil man (efter at have klaret Pokémon Ligaen og fået en National Dex) kunne fange Giratina i Spring Path, i Wayward Cave. (Pearl og Diamond). Her møder man den i level 70.
I byen Celestic Town kan man finde ruinerne fra da Sinnoh blev skabt. Her er billeder af Palkia og Dialga, og en sten-tavle med Uxie, Mesprit & Azelf, som også er kendt som "den røde kæde" (The Red Triangle).
I generationen med Diamond, Pearl og Platinum, får man som noget nyt, en såkaldt "Pokétch" (Pokémon Watch) som kan bruges på Touch-screenen. Hertil er der 25 applikationer – heribland skridt-tæller, landkort, og stopur. Dette er ekstremt nyttigt og er blevet opgraderet i Platinum, med en ny frem-tilbage-version.

## Lokationer
I Sinnoh regionen er der en række byer man har mulighed for at besøge.
Det vestlige Sinnoh
- Twinleaf Town (フタバタウン Futaba Town)
- Sandgem Town (マサゴタウン Masago Town)
- Jubilife City (コトブキシティ Kotobuki City)
- Oreburgh City (クロガネシティ Kurogane City)
- Eterna City (ハクタイシティ Hakutai City)
- Snowpoint City (キッサキシティ Kissaki City)
- Canalave City (ミオシティ Mio City)
- Floaroma Town (ソノオタウン Sonoo Town)

Det østlige Sinnoh
- Veilstone City (トバリシティ Tobari City)
- Pastroria City (ノモセシティ Nomose City)
- Hearthome City (ヨスガシティ Yosuga City)
- Sunyshore City (ナギサシティ Nagisa City)
- Celestic Town (カンナギタウン Kannagi Town)
- Solaceon Town (ズイタウン Zui Town)
- Pokémon Ligaen (Pokémon League)

Den nordøstlig ø (Battle Zone)
- Fight Area
- Survival Area
- Resort Area
- Battle Frontier

## I populærkultur
Det danske jazzband Veilstone, der spiller jazz-covers af musik fra videospil, har taget navn efter Veilstone City i Sinnoh-regionen.